# Kymco Super 8
Kymco Super 8 – tajwański skuter produkowany pod marką Kymco, dostępny w dwóch odmianach silnikowych: 50 i 125 cm³ oraz zarówno dwusuwowe, jak i czterosuwowe.

## Dane techniczne dla modeli 4T
|                         | 50 cm³                 | 125 cm³                      |
| ----------------------- | ---------------------- | ---------------------------- |
| Typ silnika             | 49,5 cm³, 1-cylindrowy | 124,6 cm³, 1-cylindrowy      |
| Obroty biegu jałowego   | 1900 obr./min          | 1700 obr./min ± 100 obr./min |
| Średnica cylidra x skok | 39,0 × 41,4 mm         | 52,4 × 57,8 mm               |
| Gaźnik                  | CVK 18,5 mm            | CVK 26 mm                    |